# SpoPrax
SpoPrax (Sportrecht und E-Sportrecht in der Praxis) ist eine juristische Fachzeitschrift, die von April 2021 bis April 2022 im Hygge Verlag Karlsruhe erschien und seit Mai 2022 im Nomos Verlag erscheint. Sie enthält wissenschaftliche Aufsätze, praxisbezogene Fachbeiträge und Besprechungen von Gerichtsurteilen zu allen rechtlichen Themen der Sport- und E-Sportbranche. Darüber hinaus informiert sie regelmäßig über sportrechtlich relevante Veranstaltungen und deren wesentliche Inhalte.
Leser sind unter anderem Rechtsanwälte, Steuerberater und Juristen aus der Wirtschaft, der Verwaltung, Hochschulen und der Justiz, die sich mit (e-)sportrechtlichen Fragestellungen befassen. Zur Zielgruppe gehören darüber hinaus Vorstände, Geschäftsführer und andere Führungskräfte von Sportclubs und -verbänden sowie von Unternehmen, die z. B. im Sponsoring, als Investoren oder in der Marketing-, Werbe-, Medien- und Eventbranche tätig sind.
Die Zeitschrift erscheint sechs Mal pro Jahr. Jede Printausgabe ist für Abonnenten auch in einer digitalen Version abrufbar. Seit September 2021 sind sämtliche Artikel und Beiträge der SpoPrax auch in der juristischen Datenbank beck-online abrufbar.
SpoPrax wurde vom ehemaligen Richter am Verwaltungsgerichtshof Baden-Württemberg und Karlsruher Fachanwalt für Sportrecht, Arbeitsrecht und Gewerblichen Rechtsschutz Markus Schütz, ins Leben gerufen, der zugleich Gründer des Hygge-Verlages ist.
Kooperationspartner der SpoPrax sind die Arbeitsgemeinschaft Sportrecht im Deutschen Anwaltverein, die Forschungsstelle für eSport-Recht (FeSR) der Universität Augsburg und der Verband für Sportökonomie und Sportmanagement in Deutschland (VSD).